# Буря (фільм, 2010)
«Бу́ря» (англ. The Tempest) — художній фільм Джулі Теймор («Фріда», «Через Всесвіт»), екранізація однойменної п'єси Вільяма Шекспіра. Головні ролі в фільмі виконують Гелен Міррен («Королева», премія «Оскар»), Девід Стретейрн («Забуття»), Джимон Гонсу, Рассел Бренд, Альфред Моліна, Бен Вішо, Рів Керні («Засніжені кедри») та Фелісіті Джонс («Повернення до Брайдсхеду»)..
Спецефекти для фільму виробляв тричі лауреат премії «Оскар» Сенді Пауелл.

## Сюжет
Просперу захоплює її брат й відсилає разом з чотирирічною дитиною Мірандою на кораблі. Дочка зростає на острові; це tabula rasa: жодне товариство, як й особа матері, не може замінити Міранді батька. Це призводить до жорстокої боротьби між Калібаном та Просперою; боротьби не за допомогою фізичної сили, а з поміччю інтелекту.
На острів, де проживають Проспера та Міранда, в результаті корабельної аварії потрапляють королівські особи. Катастрофа не була випадковістю. Це ті самі люди, які вигнали Просперу з її рідної землі, й тепер вона, скориставшися магічною силою, спрямувала корабель ворогів на острів, аби звести з ними порахунки. Проспера змушує своїх мучителів проходити через небезпечні випробування. Але між Мірандою та принцом Фердинандом спалахує кохання. Й це ті чари, з якими навіть Проспера не може боротися…

## В ролях
| Актор           | Персонаж        |
| --------------- | --------------- |
| Гелен Міррен    | Проспера        |
| Фелісіті Джонс  | Міранда         |
| Джимон Гонсу    | Калібан         |
| Бен Вішоу       | Аріель          |
| Девід Стретейрн | Король Алонзо   |
| Алан Каммінґ    | Себастьян       |
| Кріс Купер      | Антоніо         |
| Рів Карні       | Принц Фердінанд |
| Том Конті       | Гонзало         |
| Альфред Моліна  | Стефано         |
| Рассел Бренд    | Трінкуло        |

## Виробництво
Друга спільна робота Алана Каммінга з Джулі Теймор після фільму Тит (1999).
Друга робота Альфреда Моліни в шекспірівському фільмі після проекту Як вам це сподобається (2006).

## Відгуки
Фільм отримав в головному негативні відгуки кінокритиків. На сайті Rotten Tomatoes позитивними виявились 28% рецензій. На Metacritic середній рейтинг фільму становить 43 бали зі 100 на основі 28 оглядів.

## Цікаві факти
- Фільм не рекомендовано для перегляду особам молодше 12 років.
- В оригінальній п'єсі Шекспіра діє чарівник Просперо, творці фільму вирішили зробити цей персонаж жіночим.
- Фільм було знято на Гавайях.[2]